# Saprosma glomerulatum
Saprosma glomerulatum är en måreväxtart som beskrevs av George King och James Sykes Gamble. Saprosma glomerulatum ingår i släktet Saprosma och familjen måreväxter. Inga underarter finns listade i Catalogue of Life.